# Portrait of Frederic James (Thomson)
A Portrait of Frederic James is een compositie van Virgil Thomson.

## Compositie
De compositie maakt deel uit van een serie van 140 "portretten", die Virgil schreef over allerlei objecten en personen. Het werk(je) duurt ongeveer 2 minuten. Het is het enige werk dat Virgil origineel voor cello en piano schreef.
Onderwerp is dit keer de schilder Frederic James,  die op bezoek kwam bij Virgil in New York en schetsen maakte van de woning van Virgil voor een decor voor het Missouri Repertory Theatre. Hier werden dus twee composities tegelijk gemaakt. James is geboren in dezelfde plaats als Virgil: Kansas City, Missouri.

## Bron
- uitgave van Albany Records